# (5574) Seagrave
(5574) Seagrave es un asteroide perteneciente al cinturón de asteroides descubierto el 20 de marzo de 1984 por Zdeňka Vávrová desde el Observatorio Kleť, České Budějovice, República Checa.

## Designación y nombre
Designado provisionalmente como 1984 FS. Fue nombrado Seagrave en honor a Frank Evans Seagrave, astrónomo aficionado estadounidense, que observó el Sol, estrellas variables, novas, cometas y planetas menores desde su observatorio privado. Fue una prodigiosa computadora humana de órbitas de planetas y cometas menores, incluido el regreso de 1P/Halley en 1910.

## Características orbitales
Seagrave está situado a una distancia media del Sol de 2,643 ua, pudiendo alejarse hasta 2,937 ua y acercarse hasta 2,350 ua. Su excentricidad es 0,111 y la inclinación orbital 13,98 grados. Emplea 1570,20 días en completar una órbita alrededor del Sol.

## Características físicas
La magnitud absoluta de Seagrave es 12,3. Tiene 8,852 km de diámetro y su albedo se estima en 0,297. 